# بنو شهر
بَنُو شَهْر الحَجْر  قبائل من بني الحجر بن الهنوء بن الأزد، والنسبة لهم : الشَهْري و الحَجْري ، من أهّم القبائل العربية على سراة الحجاز.

## النسب
يعود نسب بنو شهر إلى :
- الحجر بن الهنوء بن الأزد بن الغوث بن النبت بن مالك بن زيد بن كهلان بن سبأ بن يشجب بن يعرب بن قحطان.

تتكون هذه القبائل من أحلاف كبيرة ترجع إلى الحجر بن الهنوء بن الأزد ، وهم اليوم قبائل كثيرة. تنقسم هذه الأحلاف والقبائل إلى قسمين رئيسين وهما:
- بنو أثلة (الشمل وليس المقصد القبيلة المعروفه التي في البادية)، وشيخهم الشبيلي.

- سلامان، وشيخهم العسبلي.

ولم يقم الإدريسي بإتّباع طريقة معينة في إدخال الفروع في هذين الأصلين، ولا التسلسل بالميلاد، بل كان تقسيمه على حسب اجتهاده.

## سبب التسمية
نسبة إلى :شهر بن الحجر (الإكليل ،صفة جزيرة العرب  الهمداني).

## الموقع
تقع بلاد بني شهر في جنوب غرب السعودية، وتمتد من حدود مدينة النماص شرقاً حتى بيشه مرورا بوادي ترج إلى اخر حدود مركز السرح شمالا إلى  بارق غرباً إلى حدود منطقة بللسمر جنوبا ويتركز وجودهم في ثلاث مناطق وهي النماص وتنومه والمجارده. ويحدها من الشمال: بَنُو عمرو وبلقرن، ومن الجنوب: بنو الأسمر وعسير، ومن الشرق: بادية بني عمرو وشهران، ومن الغرب: قبائل بارق.

موقع منطقة عسير من المملكة العربية السعودية التي يوجد بها بلاد بنو شهر رجال الحجر

## الأقسام  والعشائر
تنقسم بني شهر إلى قسمين رئيسين من حيث التحالف وهما:- 
سلامان، شيخهم  العسبلي، ومقره النماص
وبني أثلة، شيخهم  الشبيلي، ومقره تنومة.
وتنقسم حسب الطبيعة الجغرافية إلى ثلاثة أقسام رئيسية وهي:
- حجاز السراة
- نجد السراة
- تهامة السراة

وفيما يلي نورد الأقسام الكبرى حسب النسب بالتفصيل، :

### القسم الأول: بلحارث
وينتسبون إلى  الحارث بن ربيعة بن شهر بن الحجر  ويسكنون في مدينة تنومة وباديتهم تمتد من شرق تنومة إلى شرق وادي بيشة مرورا ً بوادي ترج
بلحارث وهم من  :
- الشعفين
- العمرة ويعودو نسبا الى نزار
- آل الصعدي ويعودون نسبا الى الكلاثمة
- آل دحمان
- العوصاء
- جبيهة
- بنو جار
- الجهاظمة
- نازلة

- بني أثلة

وهم ضمن بنو الحارث حلفاً حيث أنهم يعودون نسباً في نصر بن ربيعة بن شهر بن الحجر

### القسم الثاني: شهر الشام
ويسكنون في الجهة الشمالية من جبال السراة، لذلك لقبوا بشهر الشام (الشمال). وهم ثلاث قبائل، وهي:
- بنو ثابتْ

- بني اوس (يَوْس) هم حلف متكون من:

- (آل نشوان، آل ذرنا) ويعود نسبهم في بني قشير من ثلامين وعزوتهم صبيان عابس،

- (آل الدقايق، آل زفين) ويعود نسبهم في اوس بن مروان بن مالك بن شهر بن الحجر وعزوتهم وادي غالبة.

- بنو هاشم وهم: آل القبل، آل الميسري

### القسم الثالث: العـوامر
ويعود نسبهم إلى عامر بن ربيعة بن شهر بن الحجر، وتمتد بلادهم المعروفة «ببلاد العوامر» من السراة – بين مدينتي النماص وتنومة – حتى تتصل بجبال تهامة ولهم: جبل أثرب و«عقبة العوامر» و«عقبة عديف» المُطله على خاط، وتنقسم بلاد العوامر إلى قسمين بحسب منازلها، وهي:
| عوامر السراة، وهم: - بنو سعد - بني مشهور - كنانة - بنو لام - بنو عبد - بلحصين - دحيم | عوامر تهامة وهم من أكبر بطون بني شهر وهم: قبائل جبل أثرب: - آل يحمد بن عتير:""" وهم اربع قبائل كبيره - - آل مجدوع - ال سعد - ال عيسى - ال مسود - ال ملحه - آل قرنين - آل لعلاء - آل معسر - آل وحَيْش - آل عاصم - آل محجوبة - آل الشنيف - آل يماني - سفيان |

قبائل جبل ثربان وهم:
| قريع، وهم: - - الزوكة - العواجزة - القحمة - الحزمة - آل سليمان - آل راشد - آل غيلان | مشبعة، وهم: - - آل مجامد - الطلاليع - ال يعلا |

### القسم الرابع: ثرامين
ويسكنون مدينة النماص، ولهم بادية تمتد من شرق النماص إلى بيشة، ومنهم في تهامة فخذ وهم عبس.
| - - آل بن رياع - بنو بكر - بنو جبير - بنو قشير - الكلاثمة | - عبس ، وهم: - آل عبيد - حيد - آل عمار - الحصنه |

### القسم الخامس: بنو التيم
يعود نسبهم في التيم بن مالك بن شهر بن الحجر
بنو التيم بن مالك بن شهر بن ربيعة بن الحجر ويتكونون من إحدى عشرة قبيلة (عشيرة) في السراة وتهامة وهم يعتبرون من أكثر أقسام بنو شهر عدداً حيث انهم يشكلون ربع بنو شهر في الحجاز وتهامة ولكن معظمهم في تهامة وأكبر أقسام أو فخوذ بنو التيم آل قاسم حيث يتفرع منهم عدد من العشائر والأقسام انظر فروع وأقسام بنو التيم في مشجر بنو التيم.
وبنو التيم في السراة تقع منازلهم وقراهم إلى الشمال من مدينة النماص (8) كيلو مترات.
وينقسم بني التيم إلى قسمين بحسب منازلهم، وهم
- بنو التيم السراة
- بنو التيم تهامة

| بنو التيم السراة، وهم - - آل زيدان - آل وليد - آل ليلح - آل خشرم (بالسراة) وهم من بلجدع من آل قاسم. | بنو التيم تهامة، وهم وبلادهم في تهامة وان حدودهم تهامة بني التيم من الشمال قبائل عبس، ومن الجنوب وادي خاط وبني سفيان، ومن الغرب بالقرن وجزاء من بارق، ومن الشرق جبال السروات وإخوانهم من بني التيم السراة. ويسكنون ختبة: في وادي ختبة، وما حولهما من الجبال جبل سميعه، وجبل ريمان وعبران ووادي صيوي وقن، ووادي خاط ووادي جرية إحدى مراكز المجاردة (محافظة). تقع في شمال شرق المحافظة على مسافة 24 كيلاً، وهم: - 1- آل قاسم وهم أ- بنو الأجدع والأصح (بلجدع)وهم - آل حسن وهم: - آل صيوي - آل مشرق وهم: - آل سعيدة - آل مغراء - آل خارج وهم: - آل مغلف - آل شعثاء - آل فارس وهم: - آل مروح - آل غنية - آل معيباء - آل خشرم (بالسراة) وهم: - آل تلاع - آل مرحب - آل خازم ب- بنو زهير وهم - ال بالليل - ال خرما - ج- بنو حسين - ال حميد - ال صعب 2- ماولد عمر وهم: - آل صميد - الرهوة - الملحاء - آل شغيب - الحدباء - القف - الضمو - آل مملح 3- الحارث وهم: - أ-المجاردة - ال سعيد بن علي - ال يحيى - ب-بني مخلد - ال كميت - ال صعب |

### القسم السادس: شهارية جنوب تهامة
وينسبون إلى الحارث بن ربيعة بن شهر :
- آل جحيني
- آل نعص
- المعربة
- المشحكة
- آل حديلة
- آل حلوة
- آل جميل
- آل حسين
- آل بركوك
- الشعبين
- آل جربوع
- آل زراع
- آل العلا